# Ceriana stenogaster
Ceriana stenogaster är en tvåvingeart som först beskrevs av Seguy 1948.  Ceriana stenogaster ingår i släktet griffelblomflugor, och familjen blomflugor. Inga underarter finns listade i Catalogue of Life.